# Орора (округ Тейлор, Вісконсин)
Орора (англ. Aurora) — місто (англ. town) в США, в окрузі Тейлор штату Вісконсин. Населення — 459 осіб (2020).

## Демографія
Згідно з переписом 2010 року, у місті мешкали 422 особи в 150 домогосподарствах у складі 105 родин. Було 186 помешкань
Расовий склад населення:
| - 95,3 % — білих - 0,5 % — чорних або афроамериканців - 0,2 % — азіатів |

До двох чи більше рас належало 3,3 %. Частка іспаномовних становила 5,5 % від усіх жителів.
За віковим діапазоном населення розподілялося таким чином: 31,5 % — особи молодші 18 років, 56,7 % — особи у віці 18—64 років, 11,8 % — особи у віці 65 років та старші. Медіана віку мешканця становила 37,7 року. На 100 осіб жіночої статі у місті припадало 126,9 чоловіків;  на 100 жінок у віці від 18 років та старших — 118,9 чоловіків також старших 18 років.
Середній дохід на одне домашнє господарство  становив 72 899 доларів США (медіана — 40 625), а середній дохід на одну сім'ю — 85 558 доларів (медіана — 46 667). Медіана доходів становила 31 641 долар для чоловіків та 30 000 доларів для жінок. За межею бідності перебувало 36,0 % осіб, у тому числі 50,9 % дітей у віці до 18 років та 12,5 % осіб у віці 65 років та старших.
Цивільне працевлаштоване населення становило 192 особи. Основні галузі зайнятості: сільське господарство, лісництво, риболовля — 34,4 %, освіта, охорона здоров'я та соціальна допомога — 19,8 %, виробництво — 19,3 %.